# Dethklok
Dethklok is een fictieve Scandinavisch-Amerikaanse melodieuze deathmetalband, die de ster is van de Amerikaanse tekenfilmserie Metalocalypse. Er is ook een bezetting met echte muzikanten.

## Bezetting
Huidige bezetting
- Brendon Small (zang, gitaar, basgitaar, keyboard)
- Gene Hoglan (drums)
- Mike Keneally (livemuzikant) (basgitaar)
- Bryan Beller (livemuzikant) (basgitaar)

Fictieve muzikanten
- Nathan Explosion (Brendon Small) (zang)
- Skwisgaar Skwigelf (Brendon Small) (gitaar)
- Toki Wartooth (Tommy Blacha) (gitaar)
- William Murderface (Tommy Blacha) (basgitaar)
- Pickles (Brendon Small) (drums)

## Geschiedenis
De Metalocalypse-serie is in 2006 ontworpen door Brendon Small en Tommy Blacha en werd elke nacht van zaterdag tot zondag uitgezonden op het Amerikaanse televisienetwerk Cartoon Network als onderdeel van de Adult Swim-serie. De serie behandelt de fictieve avonturen van een succesvolle Scandinavisch-Amerikaanse band, die een enorme macht heeft over hun fans en wordt achtervolgd door een sekte genaamd The Tribunal. De fictieve muzikanten zijn gemodelleerd naar seculiere muzikanten en representeren archetypen. Zanger Nathan Explosion is gebaseerd op George 'Corpsegrinder' Fisher van Cannibal Corpse, maar lijkt ook enigszins op Glenn Danzig en Conan. Gitarist Skwisgaar Skwigelf is gebaseerd op alexi laiho Yngwie Malmsteen. De drummer Pickles is gebaseerd op de muziekstijl van Roger Meddows Taylor en de echte muzikant Devin Townsend.
Tot dusver zijn er vier seizoenen van de serie opgenomen, die met veel succes in de Verenigde Staten zijn uitgezonden. De serie liep voor het eerst vanaf 29 juni 2010 in Duitsland. Metalocalypse wordt uitgezonden in het programmablok Adult Swim op de TNT-serie in twee kanalen. Als Duitse gast-dubbingstemmen zijn onder meer Doro Pesch, Alf Ator van Knorkator, Marcel 'Schmier' Schirmer van Destruction en Miland 'Mille' Petrozza van Kreator. De Duitse versie is geproduceerd door TV + Synchron Berlin.
In 2007 kwam het album The Dethalbum uit, dat net als de muziek in de serie werd gecomponeerd en opgenomen door Brendon Small. Hij werd ondersteund door drummer Gene Hoglan en violiste Emilie Autumn en Tommy Blacha, de mede-schepper van de serie. Het album bereikte #21 in de Amerikaanse billboard hitlijsten. Nummers van de band werden gebruikt in de soundtrack van Saw III en in het spel Guitar Hero II en Guitar Hero: Warriors of Rock. In 2008 was er een tournee in de stijl van de fictieve band Gorillaz. Hiervoor werden gitarist Mike Keneally en bassist Bryan Beller aangeworven naast Gene Hoglan. De tournee bracht de band naar verschillende hogescholen. Ter ondersteuning speelde de band ... And You Will Know Us by the Trail of Dead. De meeste shows waren uitverkocht. De band berekende geen entree voor de meeste van hun shows. Het tweede album The Dethalbum II werd op 9 september 2009 uitgebracht via Williams Street Records. Er was een standaardversie, een deluxe-versie met een extra dvd en een downloadversie. Een documentaire van 52 minuten over de Dethklok-tournee van 2008 is te zien op de dvd van de deluxe versie.

## Discografie
- 2007: The Dethalbum
- 2009: Dethalbum II
- 2012: Dethalbum III
- 2013: The Doomstar Requiem